# Медолюбові
Медолюбові (Meliphagidae) — родина горобцеподібних птахів, що включає 56 родів і 202 види. Представники родини є ендеміками Нотогеї.

## Опис
Медолюбові — дрібні і середнього розміру птахи з вузькими, вигнутими дзьобами, пристосованими до живлення нектаром. Середня довжина їх тіла становить від 10 до 25 см. Вони мають струнку будову тіла, невеликі голови і лапи середньої довжини. Забарвлення медолюбових переважно темне, сірувате, зеленувате або буре, хоча представники деяких родів, зокрема роду Медовичка (Myzomela), можуть мати яскраве, червоне або жовте оперення. Більшості медолюбових не притаманний статевий диморфізм.

## Поширення і екологія
Медолюбові поширені переважно в Австралії та на Новій Гвінеї, а також в Новій Зеландії, на островах Тихого океану на схід до Тонги і Самоа, а також на островах Воллесії. Лише мангровому медовцю вдалося перетнути лінію Воллеса і заселити Малі Зондські острови на захід до Балі.
Медолюбові займають ту ж екологічну нішу, що і колібрієві (Trochilidae) в Америці і нектаркові (Nectariniidae) в Африці та Азії. Внаслідок конвергентної еволюції, ці три неспоріднені групи птахів дуже подібні за зовнішнім виглядом і поведінкою.
Медолюбові можуть живитися нектаром, комахами і плодами. Найчастіше вони комбінують дієту і можуть живитися як нектаром, так і комахами, хоча деякі види медолюбових є спеціалістами з певного типу живлення. Медолюбові є важливими запилювачами деяких видів австралійських рослин з родин протейних, миртових і вересових. Їхні гнізда мають чашоподібну форму, відкриті або закриті з бічним входом, робляться з кори, трави, рослинних волокон, моху, папороті, листя і гілочок. В кладці зазвичай 1-2 яйця.

## Систематика і таксономія
Найближчими родичами медолюбових є малюрові (Maluridae), діамантницеві (Pardalotidae) і шиподзьобові (Acanthizidae) та інші представники надродини Meliphagoidea, які виникли на ранньому етапі еволюції співочих горобцеподібних птахів.
Новогвінейського медвянця раніше відносили до родини дивоптахових (Paradisaeidae), однак за результатами молекулярно-генетичного дослідження, опублікованого у 2000 році, його було переведено до родини медовичкових. За результатами іншого молекулярно-генетичного дослідження гигі, якого рівніше відносили до родини медолюбових, був переведений до новоствореної монотипової родини гигієвих (Notiomystidae). Генетичне дослідження музейних зразків представників вимерлих родів Мого (Moho) і Кіоеа (Chaetoptila), результати якого були опубліковані у 2008 році, показало, що ці гавайські птахи не були представниками родини медолюбових, як вважалося раніше, а належать до окремої, нині вимерлої родини Mohoidae.
За класифікацією, утвердженою Міжнародною спілкою орнітологів, виділяють 56 родів і 202 види
- Медовиця (Myza) — 2 види
- Медолюб-шилодзьоб (Acanthorhynchus) — 2 види
- Світлоокий медолюб (Glycichaera) — 1 вид (рід монотиповий)
- Melionyx — 3 види
- Смужник (Ptiloprora) — 6 видів
- Пустельна цокалка (Ashbyia) — 1 вид (рід монотиповий)
- Цокалка (Epthianura) — 4 види
- Бугенвільський медолиз (Stresemannia) — 1 вид (рід монотиповий)
- Мієлєро (Conopophila) — 3 види
- Медолик (Ramsayornis) — 2 види
- Медолиз (Melilestes) — 1 вид (рід монотиповий)
- Медолюб-прямодзьоб (Timeliopsis) — 2 види
- Медвянчик (Melipotes) — 4 види
- Новогвінейський медвянець (Macgregoria) — 1 вид (рід монотиповий)
- Смугаста медовка (Glycifohia) — 2 види
- Бронзова медовка (Gliciphila) — 1 вид (рід монотиповий)
- Медовчик (Pycnopygius) — 3 види
- Строкатий медолюб (Certhionyx) — 1 вид (рід монотиповий)
- Пое (Prosthemadera) — 1 вид (рід монотиповий)
- Макомако (Anthornis) — 2 види
- Чорноголовий медолюб (Sugomel) — 2 види
- Гілолойський медівник (Melitograis) — 1 вид (рід монотиповий)
- Новобританський медвянець (Vosea) — 1 вид (рід монотиповий)
- Медовичка (Myzomela) — 39 видів
- Медівник (Philemon) — 18 видів
- Плямистий медолюб (Xanthotis) — 3 види
- Вікторійський медолюб (Plectorhyncha) — 1 вид (рід монотиповий)
- Золотокрилий медолюб (Grantiella) — 1 вид (рід монотиповий)
- Береговий медовець (Trichodere) — 1 вид (рід монотиповий)
- Медовка (Phylidonyris) — 3 види
- Медовець (Lichmera) — 11 видів
- Пектораловий медолюб (Cissomela) — 1 вид (рід монотиповий)
- Атоловий медолюб (Guadalcanaria) — 1 вид (рід монотиповий)
- Сан-кристобальський медолюб (Meliarchus) — 1 вид (рід монотиповий)
- Мао (Gymnomyza) — 4 види
- Фулегайо (Foulehaio) — 3 види
- Кадавуйський медолюб (Meliphacator) — 1 вид (рід монотиповий)
- Nesoptilotis — 2 види
- Синьощокий медолюб (Entomyzon) — 1 вид (рід монотиповий)
- Медопійник (Melithreptus) — 7 видів
- Stomiopera — 2 види
- Медолюб (Meliphaga) — 3 види
- Білолоба медовка (Purnella) — 1 вид (рід монотиповий)
- Медник (Lichenostomus) — 2 види
- Microptilotis — 10 видів
- Territornis — 3 види
- Gavicalis — 3 види
- Золотощокий медолюб (Oreornis) — 1 вид (рід монотиповий)
- Ptilotula — 6 видів
- Caligavis — 3 види
- Медолюб-сережник (Anthochaera) — 5 видів
- Медолюб-дзвіночок (Acanthagenys) — 1 вид (рід монотиповий)
- Bolemoreus — 2 види
- Медвянець (Melidectes) — 6 видів
- Медолюб (Meliphaga) — 3 види
- Манорина (Manorina) — 4 види